# Cantone di Bléré
Il Cantone di Bléré è una divisione amministrativa dell'arrondissement di Tours.
A seguito della riforma approvata con decreto del 18 febbraio 2014, che ha avuto attuazione dopo le elezioni dipartimentali del 2015, è passato da 16 a 17 comuni.

## Composizione
I 16 comuni facenti parte prima della riforma del 2014 erano:
- Athée-sur-Cher
- Azay-sur-Cher
- Bléré
- Céré-la-Ronde
- Chenonceaux
- Chisseaux
- Cigogné
- Civray-de-Touraine
- Courçay
- La Croix-en-Touraine
- Dierre
- Épeigné-les-Bois
- Francueil
- Luzillé
- Saint-Martin-le-Beau
- Sublaines

Dal 2015 i comuni appartenenti al cantone sono i seguenti 17:
- Athée-sur-Cher
- Azay-sur-Cher
- Bléré
- Céré-la-Ronde
- Chenonceaux
- Chisseaux
- Cigogné
- Civray-de-Touraine
- Cormery
- Courçay
- La Croix-en-Touraine
- Dierre
- Épeigné-les-Bois
- Francueil
- Luzillé
- Saint-Martin-le-Beau
- Sublaines